# Serimenang
Serimenang is een bestuurslaag in het regentschap Ogan Komering Ilir van de provincie Zuid-Sumatra, Indonesië. Serimenang telt 902 inwoners (volkstelling 2010).